# Periodo académico
Un período académico (o simplemente "periodo") es una parte de un año académico, el tiempo durante el cual una institución educativa imparte clases a los estudiantes que cursan una o más asignaturas.
Trimestre, proviene del latín trimestris, significa tres meses. Cuatrimestre, es un periodo de tiempo de cuatro meses de duración en el cual se imparten clases durante un año académico, suelen dejar un periodo de tiempo intermedio de receso o vacaciones. Un año tiene 5 bimestres de estudio y un bimestre de vacaciones.

## Períodos anuales
En la mayoría de los países, el año académico comienza a fines de verano o principios de otoño y termina durante la siguiente primavera o verano. En los países del Hemisferio Norte, esto significa que el año académico dura de agosto, septiembre u octubre a mayo, junio o julio. En los países del Hemisferio Sur, el año académico se alinea con el año calendario, que dura de febrero o marzo a noviembre o diciembre. El verano puede o no ser parte del sistema de términos. 
El año académico suele dividirse en uno o varios periodos, los periodos son nombrados según su duración, un periodo de seis meses es llamado semestre, un periodo de cuatro meses, cuatrimestre, un periodo de tres meses, trimestre, un periodo de dos meses, bimestre.

### Sistema bimestral
Bimestre abarca 2 meses, por tanto existen 6 bimestres en periodo de 1 año

### Sistema trimestral
Trimestre abarca 3 meses, por tanto existen 4 trimestres en periodo de 1 año.

### Sistema cuatrimestral
Porción del año que  abarca 4 meses , por tanto existen 3 cuatrimestres en periodo de 1 año

### Sistema semestre
Semestre abarca 6 meses, por tanto existen 2 semestres en un periodo de 1 año.
La palabra cuatrimestre o cuadrimestre ocasionalmente se usa para referirse a cuatro meses o (más comúnmente en el uso estadounidense moderno) un cuarto de año. En países como Argentina, las universidades públicas dividen el año académico en dos cuatrimestres (marzo-julio y agosto-diciembre).

### Sistema semestral
En un sistema semestral, se divide el año académico en dos semestres, dos términos de igual duración, con asistencia requerida en ambos semestres para un total de 32 a 36 semanas de instrucción. A menudo hay una sesión opcional de verano la mitad de un semestre completo.

## Periodos académicos por país
En cada país se utilizan diversos tipos de periodos académicos en cada año académico, este puede cambiar en un mismo país de acuerdo al tipo de institución o nivel educativo.

### Australia
En la mayoría de Australia, el año escolar de primaria y secundaria dura aproximadamente 200 días, desde finales de enero o principios de febrero hasta principios o mediados de diciembre, y se divide en cuatro términos:
- Término 1 comienza a fines de enero o principios de febrero y finaliza a fines de marzo o principios de abril (a menudo en las proximidades de Semana Santa).

- Término 2 comienza a fines de abril o principios de mayo y finaliza a fines de junio.

- Término 3 comienza entre mediados y finales de julio y finaliza a mediados o finales de septiembre.

- Término 4 comienza a mediados de octubre y finaliza a principios o mediados de diciembre.

Los términos 4 y 1, son considerados 'verano' y los términos 2 y 3  son considerados periodos de 'invierno' respectivamente para propósitos de participación deportiva y estándares uniformes. Los estados y territorios australianos varían su enfoque de la Semana Santa al determinar las fechas de las vacaciones al final del término.
La mayoría de las universidades australianas tienen dos semestres por año, pero la Universidad de Bond, la Universidad de Deakin, CQniversity y la Universidad de Canberra tienen tres trimestres. Inusualmente, Macquarie University oficialmente usa la palabra "sessión" y CQUniversity usa la palabra "término" en lugar de "semestre". Muchas universidades ofrecen un semestre corto de verano opcional. Una innovación reciente en la educación superior australiana ha sido el establecimiento de Open Universities Australia (Open Learning Australia) a distancia completa en línea que ofrece oportunidades de estudio continuo de unidades de estudio individuales (lo que se llama cursos en América del Norte) que pueden conducir a calificaciones de grado.

### Finlandia
En la educación primaria y secundaria, escuelas y colegios, el año académico es dividido en semestres En otoño, el semestre comienza a mediados de agosto y finaliza algunos días antes de Navidad, las clases continúan después de la epifanía con el semestre de primavera finaliza a inicios de junio.

### México
El año escolar en México comienza a mediados de agosto y finaliza a mediados de julio, por ley y abarca 200 días, generalmente dividido en 5 periodos:
El primer periodo comienza a mediados de agosto y finaliza a mediados de octubre.
El segundo periodo comienza a mediados de octubre y finaliza en la segunda o tercera semana de diciembre.
El tercer periodo comienza la primera semana de enero (después del Día de los Reyes Magos) y finaliza alrededor de la tercera semana de febrero (Día de la Bandera).
El cuarto periodo comienza a fines de febrero y finaliza a fines de marzo o principios de abril (generalmente el viernes anterior al Domingo de Ramos).
El quinto periodo comienza el segundo lunes después de Pascua y finaliza a principios de julio.
Las vacaciones de verano son 45 días. El calendario está diseñado por la Secretaría de Educación Pública (Secretaría de Educación Pública, SEP), el departamento gubernamental que supervisa la educación pública en México con arreglos de los líderes del Sindicato Nacional de Trabajadores de la Educación (Sindicato Nacional de Trabajadores de la Educación, SNTE). Todas las escuelas primarias públicas y privadas bajo la guía de la dependencia observan este año. En el caso de las universidades, normalmente el año escolar comienza en la última semana de julio y se divide en trimestres o semestres. Las vacaciones de Navidad suelen ser de 3 semanas.